# Arrondissement Châteaudun
Arrondissement Châteaudun (fr. Arrondissement de Châteaudun) je správní územní jednotka ležící v departementu Eure-et-Loir a regionu Centre-Val de Loire ve Francii. Člení se dále na pět kantonů a 80 obcí.

## Kantony
- Bonneval
- Brou
- Châteaudun
- Cloyes-sur-le-Loir
- Orgères-en-Beauce